# Compagnia Leone Cinematografica
Compagnia Leone Cinematografica è una casa di produzione audiovisiva romana fondata nel 1970 da Elio Scardamaglia e Federico Fellini in occasione della produzione del film per la televisione I clowns. Si è specializzata negli anni nella produzione di opere per il piccolo schermo, tra le quali le miniserie La caccia (2005), Papa Luciani - Il sorriso di Dio (2006), Puccini (2009), Barabba (2012), il film TV Tutto per mio figlio (2022) e la serie I leoni di Sicilia (2023).